# Philippe Joseph Allard
 (décembre 2012).
Si vous disposez d'ouvrages ou d'articles de référence ou si vous connaissez des sites web de qualité traitant du thème abordé ici, merci de compléter l'article en donnant les références utiles à sa vérifiabilité et en les liant à la section « Notes et références ».
Pour les articles homonymes, voir Allard.
Philippe Joseph Allard, dit Josse Allard,  né à Bruxelles le 27 février 1805 et mort à Uccle le 10 octobre 1877, est un orfèvre et directeur de la Monnaie royale de Belgique.

## Biographie
Philippe Joseph (Josse) Allard, né à Bruxelles en 1805, est le troisième enfant d'une fratrie de cinq, issue de Martin Joseph Allard, cordonnier, né le 22 juillet 1771 et décédé le 27 avril 1844, et de Marie Françoise Josèphe Alexandrine Smeesters qui s'étaient mariés à Bruxelles en 1798.
Sa famille fut admise à la bourgeoisie de Bruxelles le 18 février 1755.
Il épouse à Bruxelles en 1830 Jeanne Mélanie Ipperseel, fille d'un négociant bruxellois. 
Joseph ou Josse Allard a exercé son métier de bijoutier et d'orfèvre au 28 rue des Fripiers jusqu'en 1851, son poinçon représentait les lettres J et A, séparées par une flèche.
Josse Allard fut directeur de la Monnaie royale de Belgique de 1846 à 1877. D'autres membres de sa famille furent nommés par l'État à ce poste : son fils aîné Alphonse Allard, orfèvre, bijoutier, joaillier et affineur, né le 13 novembre 1831, fut nommé  directeur de la Monnaie de 1878 à 1891.
Son autre fils Victor Allard  né le 22 juin 1840, fut nommé quant à lui directeur de la fabrication de la Monnaie, et devint en outre bourgmestre d'Uccle de 1895 à 1903 ainsi que directeur puis vice-gouverneur de la Banque Nationale de Belgique de 1905 à 1912.
Sa fille Clémence Allard épouse le 21 mars 1859 le banquier Prosper Crabbe.
Il bâtit sa fortune tant sur la frappe de la monnaie que sur la banque familiale.

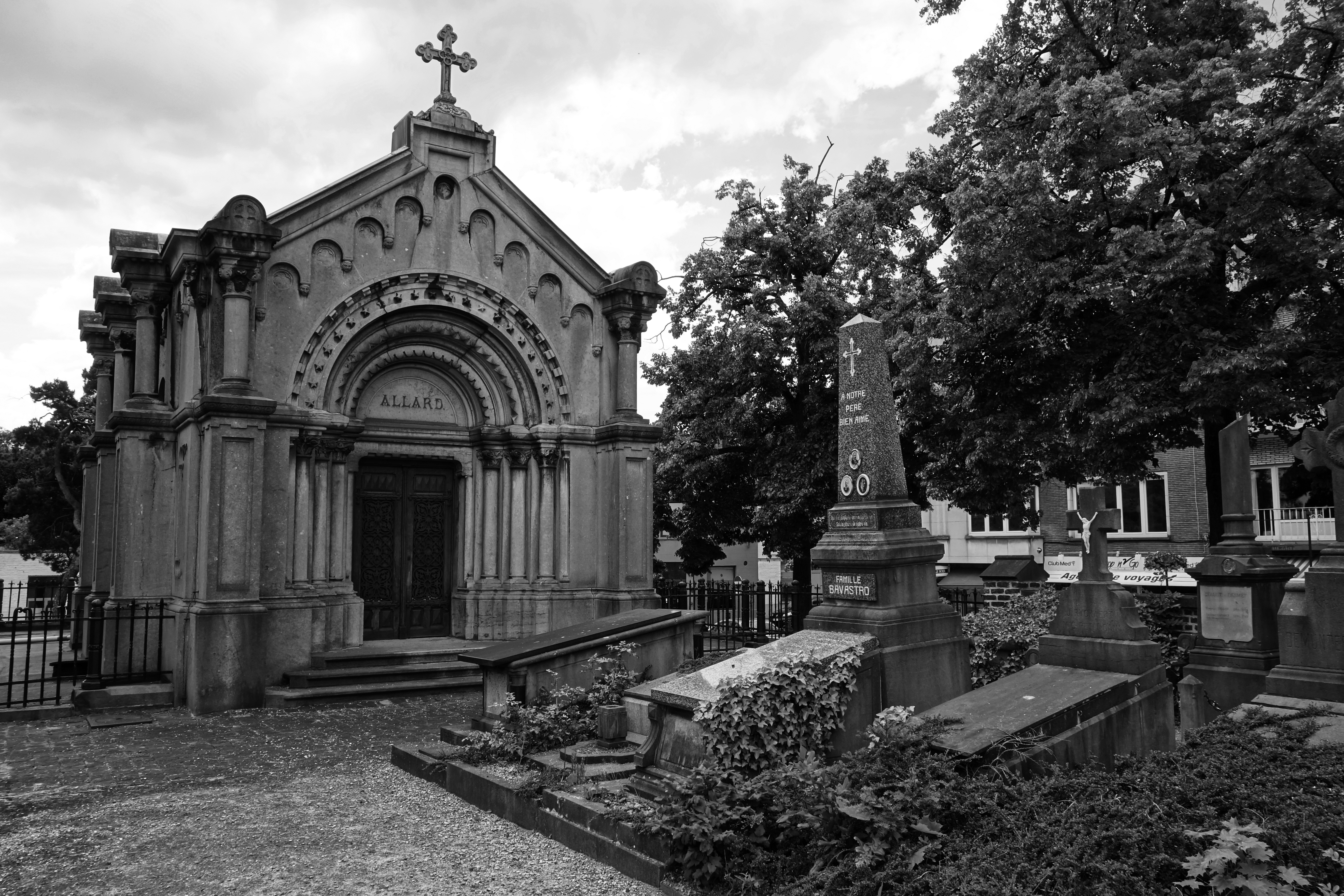
Le mausolée Allard à Uccle

Joseph Allard fit également édifier le plus grand monument funéraire de Belgique pour lui et ses descendants. Ce mausolée, d’inspiration néo-romane et dominant tout le cimetière du Dieweg à Uccle fut réalisé en 1878 par l’architecte Ghys. Il est composé d’une chapelle et d’une crypte de 70 caveaux s’étendant sur 160 m2 dont une trentaine sont actuellement occupés.

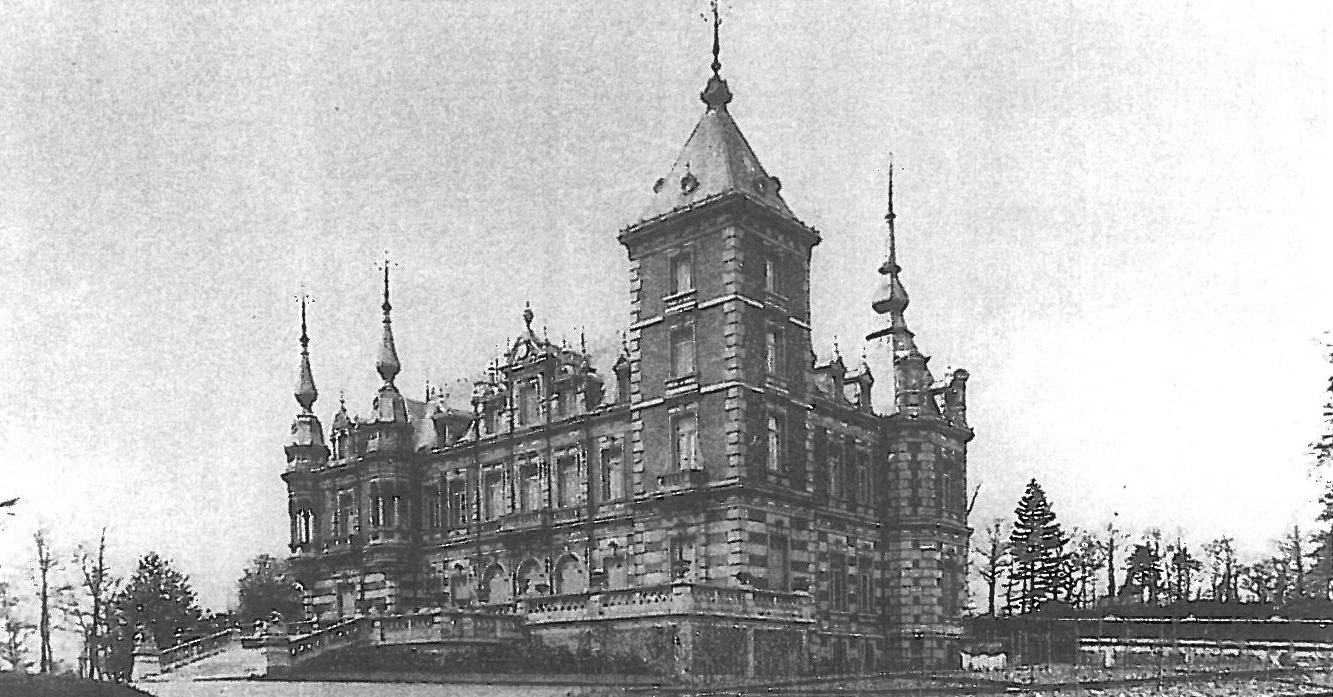
Le château Allard à Uccle

Joseph Allard racheta un domaine sur lequel il fit bâtir en 1860 un castel en style néo-renaissance par le célèbre architecte Jean-Pierre Cluysenaar. Ce fut un des premiers édifices en Belgique où la pierre blanche de France fut utilisée. Le château était composé de multiples tours élancées et de nombreuses girouettes. Au décès de Joseph, il fut estimé à 200 000 F de l’époque (environ 6,1 millions d’euros). Son fils Victor Allard le transformera en demeure de prestige à grands frais.
L’intérieur du castel était composé notamment d’un somptueux escalier à double rampe dont la cage d’escalier était en marbre blanc, d’une vaste salle à manger pouvant contenir 200 personnes et un salon luxueusement meublé.
Le parc du château mesurait 13 ha. Il était composé d’une orangerie, d’un potager, d’un château d’eau, d’un gazomètre, d’un jardin d’agrément et de six étangs. À la mort de Victor Allard en 1912, le domaine fut estimé à 727 136 F (environ 22,1 millions d’euros). Il restera dans la famille jusqu’en 1958 date à laquelle le château fut détruit et des lotissements furent construits sur le domaine.
Joseph Allard fut Directeur de la monnaie, officier de l'ordre de Léopold, Commandeur du Nombre de l'Ordre d'Isabelle la Catholique, Officier de l'ordre de la couronne d'Italie, Chevalier des ordres du Danemark de NS le Christ, de Charles III du Metjidié. Patriarche de la famille, Joseph Allard fut à l’origine du succès financier de la famille. À sa mort, son fils Victor Allard reprit ses affaires.

## Sources
- Éric Meuwissen, Richesse oblige — La Belle Époque des Grandes Fortunes, Bruxelles, Racine, 1999